# Linda Rocco
Linda Rocco (ur. 19 czerwca 1966 w Cleveland) – amerykańska wokalistka

## Życiorys
Urodziła się w Cleveland, Ohio, 19 czerwca 1966. Jej siostra bliźniaczka Jodie Rocco-Hafner także jest wokalistką.
Śpiewała w tłach piosenek Michaela Jacksona oraz Milli Vanilli (wraz z Jodie Rocco i Giną Mohammed). Była zaangażowana w wielu produkcjach eurodance/trance, m.in. w piosence "P.ower Of A.merican N.atives" (1992) zespołu Dance 2 Trance, w "Go Deeper" A.B. Free, "On Earth As It Is In Heaven" Paternoster i "Just A Dream" On T.V.
W 1995 wydała singiel zatytułowany "Fly With Me".
Śpiewała w tle w pierwszym albumie zespołu La Bouche – "Sweet Dreams" (1995), w utworach "I'll Be There" i "Poetry In Motion". Wystąpiła również z amerykańskim piosenkarzem pop-rocka – Bobbym Kimballem (eks Toto) w utworze "Rise Up" (1994).
Linda zastępowała Trixi Delgado w zespole, śpiewającym także w stylu eurodance – Masterboy w latach 1996-1999. Brała udział w 5 singlach i albumie "Colours". Potem rozpoczęła karierę solową. Współpracowała również ze swym mężem, George'em Lisztem w szkole muzycznej Scream Factory.
Od 2006 jest wokalistką grupy pop Fayoum Blue. Wciąż utrzymuje kontakt z członkami Masterboy i w tym samym roku ponownie śpiewa ich największe hity wraz z Freedom Williams.

## Dyskografia

### Single
| Rok  | Tytuł       |
| ---- | ----------- |
| 1995 | Fly With Me |

### Pojawia się w

#### Albumy
| Rok  | Tytuł                               | Zespół                 |
| ---- | ----------------------------------- | ---------------------- |
| 1988 | All Or Nothing (The First Album)    | Milli Vanilli          |
| 1988 | Jojo                                | Jojo                   |
| 1988 | Wiener Blut                         | Falco                  |
| 1989 | Girl You Know It's True             | Milli Vanilli          |
| 1990 | The Moment Of Truth – The 2nd Album | The Real Milli Vanilli |
| 1990 | Und Wir Kriegen Uns Dich            | Edo Zanki              |
| 1992 | Moon Spirits                        | Dance 2 Trance         |
| 1996 | Colours                             | Masterboy              |
| 2006 | US-Album                            | Masterboy              |

#### Single
| Rok  | Tytuł                           | Zespół            |
| ---- | ------------------------------- | ----------------- |
| 1992 | P.ower Of A.merican N.atives    | Dance 2 Trance    |
| 1993 | Go Deeper                       | A.B. Free         |
| 1994 | On The Earth As It Is In Heaven | Paternoster       |
| 1994 | Set Me Free                     | On T.V.           |
| 1995 | Just A Dream                    | On T.V.           |
| 1995 | Skate With Me                   | Loop              |
| 1996 | Eleanor Rigby                   | M.B.O.            |
| 1996 | Show Me Colours                 | Masterboy         |
| 1996 | Mister Feeling                  | Masterboy         |
| 1997 | Just For You                    | Masterboy         |
| 1997 | La Ola Hand In Hand             | Masterboy         |
| 1997 | Dancin' Forever                 | Masterboy         |
| 1998 | Aquarius / Children Of Africa   | Groove Foundation |

### Kompozycje
| Rok  | Tytuł     | Zespół    |
| ---- | --------- | --------- |
| 1993 | Go Deeper | A.B. Free |